# Stay with Me (canción de Erasure)
«Stay with Me» es el vigésimo primer disco sencillo publicado del grupo inglés de música electrónica Erasure, lanzado en 1995.
Este sencillo es una canción compuesta por (Clarke/Bell).

## Descripción
Stay with Me fue el primer sencillo adelanto del álbum Erasure. Este sencillo llegó al puesto 15 en el ranking británico.

## Lista de temas
| Compact Disc (CDMUTE174) / (INT 826.670) 1. «Stay With Me» 4:43 2. «True Love Wars» 4:06 3. «Stay With Me» (Basic Mix) 7:33 4. «True Love Wars» (Omni) 5:24 Compact Disc (LCDMUTE174) / (INT 826.671) 1. «Stay With Me» (Flow Mix) 8:30 2. «Stay With Me» (NY Mix) 8:33 3. «Stay With Me» (Guitar Mix) 7:16 4. «Stay With Me» (Castaway Dub) 4:51 Compact Disc (Elektra-66084-2) 1. «Stay With Me» (Commercial Mix) 4:43 2. «Stay With Me» (Basic Mix) 7:33 3. «Stay With Me» (Flow Mix) 8:30 4. «Stay With Me» (Guitar Mix) 7:16 5. «Stay With Me» (NY Mix) 8:33 6. «True Love Wars» 4:06 | 12″ Vinilo (12MUTE174) 1. «Stay With Me» (NY Mix) 8:33 2. «Stay With Me» (Flow Mix) 8:30 3. «True Love Wars» (Omni Plus) 7:02 4. «Stay With Me» (Guitar Mix) 7:16 Cassette (CMUTE174) 1. «Stay With Me» (Single Edit) 4:42 2. «True Love Wars» 4:02 |

## Créditos
Este sencillo tiene un lado B, True Love Wars que fue escrito por (Clarke/Bell). True Love Wars es una extensión de Guess I'm Into Feeling, tema que abre el álbum Erasure.

- Coros en Stay With Me: Los miembros del coro de The London Community Gospel Choir.
- Diseño: Slim Smith
- Arte de tapa: Ashley Potter

## Datos adicionales
«Stay with Me» también fue incluida en Union Street, el álbum de versiones acústicas de temas propios de Erasure.